# Eibon
Eibon est un groupe de death-doom français, originaire de Paris.

## Histoire
Eibon est formé par le bassiste Stéphane Rivière et le guitariste et chanteur Georges Balafas, en tant que groupe successeur du groupe de death metal français Drowning. Le batteur Jérôme Lachaud, qui avait joué avec Rivière dans le groupe de death-doom Garden of Silence, ainsi que les guitaristes Max Hedin et Guillaume Taliercio ont rejoint le groupe.
En 2007, Eibon sort un split EP avec le groupe de stoner doom Hangman's Chair via Bones Brigade Records. Le groupe est qualifié par la presse spécialisée de particulièrement positif. En l'espace de six mois, les stocks de l'EP sont épuisés. La même année, le groupe part en tournée pour la première fois.
En 2009, deux autres morceaux du groupe, également enregistrés en 2007, sortent en tant qu'EP Asleep and Threatening / Staring at the Abyss sur Aesthetic Death. La musique, jusqu'alors essentiellement agressive, est complétée par des structures plus complexes. La même année, Eibon commence à enregistrer son premier album studio. Entering Darkness sort en 2010 sur Aesthetic Death. Ce premier album reçoit un accueil majoritairement positif,,,. En octobre de la même année, un autre split EP sort, cette fois avec HKY sur le label français MusicFearSatan. Peu de temps après, Eibon publie une compilation regroupant le premier EP et l'album.
En septembre 2013, Eibon enregistre son deuxième album studio Eibon II lors d'un set live avec Sylvain Biguet.

## Style musical
Le style musical d'Eibon est « caractérisé par un mélange de funeral doom (metal) sombre, de drone sale, de sludge agressif et de black metal dépressif ». La majeure partie du chant est décrite comme « sombre et éraillée » et comparée à celle de Carl McCoy dans le projet The Nefilim, mais d'un autre côté, on y trouve aussi des « chants hurlés de black metal »,.
L'image musicale globale est qualifiée de « grondante » et « sombre ». La musique est souvent caractérisée par de longs passages instrumentaux, mélodiques et acoustiques. Les guitares sont enregistrées de manière brute et rugueuse. Le jeu de basse est décrit comme « noueux ».

## Discographie
- 2007 : Eibon / Hangman’s Chair (split-EP, Bones Brigade Records)
- 2008 : Eibon (EP, Aesthetic Death)
- 2010 : Entering Darkness (album, Aesthetic Death)
- 2010 : HKY / Eibon (split-EP, Musicfearsatan)
- 2010 : Entering Darkness / Eibon (compilation, Media Tree Recordings)
- 2013 : II (album, Aesthetic Death)